# جيمس سيمس
جيمس سيمس هو سياسي كندي، ولد في 1779، وتوفي في 2 يناير 1863.